# 오야마다촌 (이와테현)
오야마다촌(小山田村)은 이와테현 와가군에 설치되었던 촌이다. 현재의 하나마키시에 해당한다.